# Francisco Andreví
Francisco Andreví Castellá (Sanahuja, Lérida, 17 de noviembre de 1786 - Barcelona, 23 de noviembre de 1853) fue un sacerdote, organista, maestro de capilla, teórico y docente de la música y prolífico compositor. Aunque englobado en el tiempo del clasicismo musical, su obra recoge los finales del barroco y concluye con atisbos del romanticismo. Siendo una de las grandes figuras musicales españolas de la primera mitad del siglo XIX, llegó a ser definido en el extranjero como “genio musical de España”.

## Biografía

#### Los años de formación
Nacido en una pequeña población, fue el menor de una familia de cuatro hermanos con escasos recursos. De la mano del organista de su localidad natal de Sanahuja, Antoni Guiu, se inició en la música y el canto participando en el coro de la iglesia de la población antes de marchar, una vez cumplidos los nueve años, a Seo de Urgel donde amplió sus conocimientos musicales en la capilla musical de la catedral, bajo la tutela del organista, Antoni Coderch, y sobre todo del maestro de capilla Bruno Pagueres.
En el año 1807 partió hacia Barcelona, donde además de ejercer como organista en las Religiosas de Santa Teresa, la iglesia de las Magdalenas y el convento de Les Senyores Jonqueres, de la Orden de Santiago, completó su formación bajo la dirección de Francisco Queralt, maestro de capilla de la Catedral, y de Joan Quintana, organista del Convento del Carmen.

#### Sus primeras oposiciones
Tras un año de estancia en Barcelona, opositó a plaza musical, presentándose en Tafalla y Tarragona a sendas oposiciones para cubrir las vacantes de magisterio de capilla, que habían quedado vacantes en la iglesia mayor y la catedral de las citadas localidades. Aunque las ganó holgadamente, no llegó a ocupar ninguna de ellas, por cuanto en el primer caso no tuvo conocimiento hasta años más tarde del resultado y, en el segundo, al ser considerado excesivamente joven para cumplir con garantías su compromiso.
Tras estas circunstancias, ese mismo año 1808 emprendería un camino de éxitos y triunfos musicales, que comenzó presentándose a la oposición para cubrir la plaza vacante de maestro de capilla en la catedral de Segorbe, la que consiguió “nemine discrepante”. Tras seis años al frente del magisterio en dicha catedral, un periodo de tiempo que coincide con el de la guerra de la Independencia, decide retornar a Barcelona opositando a la plaza del magisterio en la Iglesia de Santa María del Mar, donde iba a permanecer cinco años, si bien en algún momento se planteó cambiar de destino, lo que finalmente hizo en 1819 al opositar al magisterio de la catedral de Valencia.

#### Los años de plenitud musical
Lograda la plaza de la catedral de Valencia, ocuparía la misma durante una década. Fueron años de gran riqueza compositiva, atendiendo una capilla y unas funciones litúrgicas en uno de los grandes templos catedralicios españoles, aunque las dificultades económicas por la que atravesaba la Iglesia en España, tras los acontecimientos de la guerra pasada y las desamortizaciones de sus bienes, que repercutían fundamentalmente en sus capillas musicales, le llevaron a plantearse el salir de dicha ciudad a la búsqueda de otro destino que no le resultara tan agobiante. La realización de dos nuevas oposiciones casi simultáneas, cambiarían radicalmente el rumbo de su vida, pues le situaron definitivamente en la cúspide de la música religiosa española.
En el año 1830 conseguía la obtención, en primer lugar, de la plaza del magisterio de capilla de la catedral de Sevilla y, posteriormente, la del magisterio de la Real Capilla en Madrid. El proceso selectivo en Sevilla, iniciado en 1829, se alargó durante un gran periodo de tiempo, lo que generó en Andreví una situación de incertidumbre fundamentalmente por los rivales a quienes se podía enfrentar, entre ellos estaba Hilarión Eslava, aunque finalmente obtuviese la plaza sevillana por sus méritos en los que se destacaba su facilidad de composición y buena colocación de las voces en sus obras. En esa situación, y mientras se resolvía el concurso, decidió concurrir a la convocatoria de la vacante de la Real Capilla.
Madrid no era una plaza musical cualquiera para ejercer como maestro de capilla del Rey.  La vacante buscaba un músico que rozara la excelencia musical en todos los ámbitos que se evaluaban y, lógicamente, Andreví era sabedor de que se enfrentaría a grandes maestros, como de hecho fue ya que serían rivales, entre otros, de nuevo Hilarión Eslava y, sobre todo, Ramón Carnicer, un músico también de orígenes en tierras de Lérida y que había sido condiscípulo suyo en Seo de Urgel. Finalmente, de nuevo Andreví consiguió la plaza, aunando a su gran hacer musical algunas cuestiones de naturaleza política que le favorecieron.
Nombrado maestro de la Real Capilla de Madrid, tras un brevísimo paso por la catedral sevillana, había llegado al culmen de las plazas musicales para quien en España quisiese ser maestro de capilla.
Su estancia en Madrid al frente de la música real tuvo dos etapas muy diferenciadas. La primera, durante el reinado de Fernando VII, se caracterizó por la función rutinaria en esta plaza, pero fue a la muerte del monarca cuando debió realizar la composición de una de las piezas que marcarían su producción, pues como maestro de la Real Capilla hubo de componer el Oficio de Difuntos y la Misa de Réquiem para las exequias reales. La segunda etapa, vinculada a la regencia posterior al fallecimiento del rey, ya no le supuso un tiempo de tranquilidad, pues la inestabilidad política y las luchas internas en la real familia, acabó por repercutir en la entidad musical que él dirigía, teniendo que participar en depuraciones del personal músico que mermaba la calidad de la capilla por los enfrentamientos entre liberales y carlistas. Ello le generaba tales agobios que dio paso a uno de los episodios en su vida que le marcarían el futuro de la misma: en la festividad del Corpus de 1836, sin dar noticia alguna de las causas de su ausencia, desapareció de Madrid y ante ello se le destituyó del cargo por desafecto a la reina, siendo sustituido por Mariano de Ledesma. Cuando se vuelven a tener noticias públicas de su paradero, Andreví es un exiliado político.

#### El exilio
En un primer momento, Andreví se refugió es sus tierras natales hasta que, definitivamente, se exilió en Francia algo que aconteció a partir de 1838. Al principio, el músico reaparecía en el entorno geográfico de Burdeos, localidad donde había una importante colonia de refugiados españoles, la mayoría de ellos carlistas. Es en esta ciudad, Burdeos, donde lo encontramos ya en 1839 como maestro de música de su catedral. En Burdeos mantendrá relación con el círculo de exiliados y, durante su estancia allí compuso dos de sus grandes obras musicales, la Messe Solemnelle, dedicada al arzobispo de la ciudad, y la secuencia Stabat Mater, dedicada al infante Sebastián Gabriel. Son significativas ambas dedicatorias, por cuanto la primera es a quien le ha dado empleo en la ciudad y, la segunda, lo es a un personaje que conocía al haberle dado clases de música en su etapa madrileña, así como por formar parte de la familia real exiliada en Francia, con la que mantuvo contactos y le facilitaron, ya en 1845, su traslado a Paris donde ocupó la plaza de organista en la iglesia de Saint Pierre de Chaillot.
El periodo francés de Andreví, sobre todo sus contactos y posterior estancia en París, supuso al músico Andreví el acercarse a la música y los músicos del momento que allí residían, no estrictamente eclesiásticos, dando tanto origen a sus singulares “canciones francesas” como a la redacción y posterior publicación de su Tratado de Armonía editado en Barcelona y Paris en 1848, una obra muy apreciada por la dirección del Conservatorio de Paris.
No obstante, lo que parecía un triunfo en tierras del exilio no podía ocultar, como casi siempre en su caso, la nostalgia de su tierra, por lo que finalmente, enterado del perdón concedido por Isabel II a los exiliados políticos, acabaría retornando a Barcelona en 1849.

#### Retorno a España
Su regreso a Barcelona se produjo tras mantener durante los últimos años de exilio una comunicación constante con la alta sociedad barcelonesa del momento, lo que le abrió las puertas de instituciones musicales de la ciudad cuando se estableció en ella. Se le hizo miembro de la Sociedad Filarmónica de Barcelona, y en lo profesional accedió a la dirección de la escolanía de la Merced, la patrona de la capital. Es este su último periodo profesional, que simultaneó con la recuperación de la condición de miembro jubilado de la Real Capilla, algo que no pudo tras un largo procedimiento finalmente gozar pues fallecía en 1853, el mismo año en que obtenía el perdón de la Corona y su reintegración como músico real en excedencia. La opinión de su figura quedó recogida en el discurso fúnebre de sus exequias, donde se dijo de él que fue “un maestro sabio y artista eminente, cuyo nombre será imperecedero para el arte y cuya memoria será respetada por los artistas músicos y amantes de la música sagrada que conozcan su obra”.

## Producción musical
La producción musical de Francisco Andreví destaca tanto por el gran número de obras que creó, ya que incluso en su época se le consideraba un fecundo compositor, o la dispersión geográfica donde ha llegado su música, como por la variedad estilística que presenta en su repertorio. Así, podemos encontrar toda clase de géneros musicales de la música religiosa (cánticos; dolores de la Virgen; gozos; himnos; invitatorios; lamentaciones; letanías; magníficats; oficios de maitines, vísperas y completas; misas; misereres; motetes; oficios de difuntos; oratorios; responsorios; rosarios; salmos; salves; secuencias y villancicos), incluyendo versos de órgano de acompañamiento en las liturgias, junto a otras obras de música más profana, caso de arias, cantatas, cavatinas, himnos políticos, pastorelas, sonatas o canciones. De todas ellas, algunas se pueden destacar al haber tenido una mayor trascendencia o significado en el transcurso del tiempo.

#### Tota pulchra,a 6 voces.Motete a la Virgen (Segorbe, 1809)
Originalmente creada para su interpretación en la catedral de Segorbe, como motete para la celebración de la festividad de la Inmaculada Concepción, se ha convertido en la obra representativa de Francisco Andreví en tierras valencianas, tanto por su permanencia hasta el día de hoy, como por la cantidad de localidades que la conservan y utilizan en dicha festividad, dejando de ser un motete para la misa para pasar a convertirse en un himno y fuente de inspiración de otras obras con idéntica finalidad. Aunque realizada en los primeros años del siglo XIX, se aproxima en su configuración a los motetes “modernos” del siglo XVIII. Compuesta para dos coros, con dúo de tiples y coro mixto de 4 voces, acompañados por instrumental reducido al órgano, en razón de su uso funcional original, aunque hoy podemos encontrar versiones con mayor instrumental.

#### La Dulzura de la Virtud.Oratorio (Barcelona, 1819)
Compuesto en su retorno a Barcelona, tras su paso por Segorbe, no es el único de los oratorios que realizó, ya que conocemos otros como El Juicio Universal (Valencia, 1822) o La partida del hijo pródigo, si bien es el único que conocemos en su conjunto de texto y música. Se desenvuelve en un esquema de bastante tradición en este tipo de obras en las tierras catalanas, con pocas variaciones sobre lo que ya habían realizado musicalmente hablando autores anteriores. La primera de las partes contiene a modo de introducción una sinfonía, a la que le siguen recitados, arias y dúos. La segunda parte de la obra, a su vez, está integrada por recitativos y arias.

#### Vuela rauda Cristina. Cantata (Valencia, 1829)
Pieza vocal camerística, compuesta como obsequio de la Ciudad de Valencia a la futura reina María Cristina, en su estancia en la ciudad con motivo del viaje para contraer matrimonio con el rey Fernando VII. Es una obra con letra y temática completamente profana, compuesta para coros de Tiples y Tenores Primeros, Tiples y Tenores Segundos y Bajos, así como el acompañamiento de una orquestación en la que encontramos violines primeros y segundos, flauta, clarinetes primeros y segundos, corno en Re, clarín en Re, fagot, trombón, contrabajo y piano-forte. Dividida en cuatro tiempos, precedidos por una introducción a modo de obertura, denominados respectivamente Marcha-Recitado-Cavatina-Marcha, siendo esta última una repetición del primero de ellos.

#### Oficio y Misa de Difuntos para las exequias reales(Madrid, 1833)
Las obras, que forman un conjunto, las compuso a la muerte del rey Fernando VII. Destaca en ambas el trémolo con que comienzan; de tempo Andante Maestoso en el oficio y solamente Maestoso en la misa, las dota con este inicio de un carácter íntimo y expresivamente significativo. El Oficio de Difuntos está compuesto para 4 solistas vocales, coro mixto y gran orquesta, en la tonalidad de Mi bemol Mayor, y lo forman un invitatorio, con sus correspondientes alternancias de polifonía y canto llano obligado, un salmo y dos lecciones de difuntos. Por su parte, la misa está elaborada para 4 solistas vocales, coro mixto y gran orquesta, en la tonalidad de Do menor, y contiene las partes tradicionales de dicha pieza musical, si bien hay que destacar su elección del motete Peccatem me que incorpora en la obra.

#### Messe Solennelle(Burdeos)
Compuesta durante el tiempo que estuvo en la catedral de Burdeos, y dedicada a su arzobispo, de ella se han hecho durante el siglo XIX dos ediciones impresas, una en Barcelona y otra en Francia. Composición para tres voces (dos sopranos y un bajo) y coro de cuatro voces, acompañadas por órgano en el impreso original, si bien constan versiones posteriores mano de otros autores con acompañamiento de pequeña orquesta. La obra contiene las partes ordinarias de toda misa, destacando en ellas dos secciones significativas como son el Laudamus Te del Gloria y el motete O Salutaris tras el Sanctus.

#### Stabat Mater. Secuencia (Burdeos)
La obra está formada por 9 tiempos en los que se observa un claro ahorro del material compositivo, principalmente del melódico. En su composición presenta entradas en imitación, a modo de fugatos, además de jugar con las parejas de voces agudas-graves a modo de vicinias, y todos los tiempos comienzan con una introducción o entrada de instrumento solista. Hace uso de unas dinámicas que van generalmente del piano hasta el fuerte de forma brusca y en terraza; el ritmo se convierte en el auténtico motor de la interpretación y la armonía adquiere gran riqueza en todos los tiempos. La búsqueda por el autor de la claridad y la sencillez, pretende que el oyente sea capaz de asimilar tanto el estilo y la capacidad expresiva musical, como el dramatismo del texto que la sustenta.

## Localización geográfica de la obra musical de Francisco Andreví
Sin poder presentar una lista cerrada definitiva, la presencia de obra musical en archivos de diferentes localidades e instituciones, permiten conocer de forma aproximativa la divulgación de la música de Francisco Andreví.
ANDALUCíA: Sevilla, Jaén y Málaga.
ARAGÓN: Albarracín, Barbastro, Huesca, Tarazona y Zaragoza.
CASTILLA-LA MANCHA: Cuenca.
CASTILLA Y LEÓN: Segovia y Soria.
CATALUÑA: Barcelona, Castellón de Ampurias, Cervera, Gerona, Lérida, Mataró, Manresa, Olot, Seo de Urgel, Tarragona y Tortosa.
EXTREMADURA: Coria.
GALICIA: Orense, Santiago de Compostela y Tuy.
LA RIOJA: Santo Domingo de la Calzada.
MADRID: Madrid.
MURCIA: Murcia.
NAVARRA: Tudela.
VALENCIA: Alcoy, Ayelo de Malferit, Burriana, Carcaixent, Lliria, Montesa, Orihuela, Segorbe y Valencia.
ARGENTINA: Mendoza.
CHILE: Santiago de Chile.
CUBA: La Habana.
FRANCIA: Paris.
MÉJICO: Ciudad de Méjico.

## Didáctica musical de Francisco Andreví
Aunque de Francisco Andreví generalmente se ha hablado sobre todo de su obra musical, entendida como piezas de música,  dentro de un concepto amplio también hay que hablar de sus trabajos didácticos, como obra pedagógica para la enseñanza musical tanto para composición de obra religiosa como de no religiosa, algo que como impreso se queda reducido a su tratado de armonía y composición, si bien se conocen otras obras en formato manuscrito.
En el primero de los casos, se trata de la edición impresa de su Tratado Teórico-Práctico de Armonía y Composición, con ediciones en castellano y en francés, resultado de su elaboración en el tiempo del exilio y que adquirió una gran importancia y un uso prolongado, e incluso sirvió de referencia a otros manuales semejantes. Con anterioridad a este texto y edición, Andreví compuso otro Tratado de Armonía, que se quedó como mero borrador manuscrito.
En lo que respecta a estos trabajos que solamente fueron manuscritos, y que no vieron edición impresa, también se conoce otros manuales o apuntes, como son Los principios elementales de Música, el Tratado de Canto Llano y Los ocho tonos del órgano, obras todas ellas destinadas a la enseñanza de sus discípulos.